# 1978-as US Open (tenisz)
Az 1978-as US Open az év harmadik Grand Slam-tornája volt. A US Open teniszbajnokságot ebben az évben 98. alkalommal rendezték meg, első alkalommal Flushing Meadows kemény pályáin. A férfiaknál az amerikai Jimmy Connors, a nőknél a szintén amerikai Chris Evert győzött.

## Döntők

### Férfi egyes
Jimmy Connors -   Björn Borg,  6–4, 6–2, 6–2

### Női egyes
Chris Evert -  Pam Shriver, 7–5, 6–4

### Férfi páros
Bob Lutz /  Stan Smith -  Marty Riessen /  Sherwood Stewart, 1–6, 7–5, 6–3

### Női páros
Billie Jean King /  Martina Navratilova -  Kerry Melville Reid /  Wendy Turnbull,  7–6, 6–4

### Vegyes páros
Betty Stöve /  Frew McMillan -  Billie Jean King /  Ray Ruffels, 6–3, 7-6

## Juniorok

### Fiú egyéni
Per Hjertquist –  Stefan Simonsson, 7-6, 1-6, 7-6

### Lány egyéni
Linda Siegel –  Ivanna Madruga, 6–4, 6-4